# 駆逐
| ウィキペディアには「駆逐」という見出しの百科事典記事はありません（タイトルに「駆逐」を含むページの一覧/「駆逐」で始まるページの一覧）。 代わりにウィクショナリーのページ「駆逐」が役に立つかもしれません。 |